# Brigida Bianchi
Brigida Bianchi, nota anche con lo pseudonimo di Aurelia (Venezia, 1613 – 1703), è stata un'attrice teatrale italiana.

## Biografia
Figlia di Giuseppe Bianchi, direttore della Compagnia dei Fedeli noto per aver allestito nel 1645 la Finta pazza di Giulio Strozzi, sposò in prime nozze Marco Romagnesi, antenato del comico Jean-Antoine Romagnesi. Si esibì per la prima volta a Parigi attorno al 1640 con Tiberio Fiorilli, per poi tornarvi cinque anni dopo con la compagnia chiamata dal cardinal Mazzarrino.
Attrice comica, si unì alla Compagnia dei Fedeli assumendo lo pseudonimo di Aurelia. Fu autrice della commedia L'Inganno Fortunato, overo l'Amata aborrita, comedia bellissima transportata dallo spagnuolo con alcune poesie musicali composte in diversi tempi (1659) e della raccolta di rime I rifiuti di Pindo (1666) dedicata al Re di Francia.
Si ritirò dalle scene nel 1683. Morì nel 1703.

## Opere
- L'Inganno Fortunato, overo l'Amata aborrita, comedia bellissima transportata dallo spagnuolo con alcune poesie musicali composte in diversi tempi, Parigi, Claudio Cramoifis, 1659.
- I rifiuti di Pindo, Parigi, Carlo Chenaulte, 1666.